# August Wellenkamp (Unternehmer)

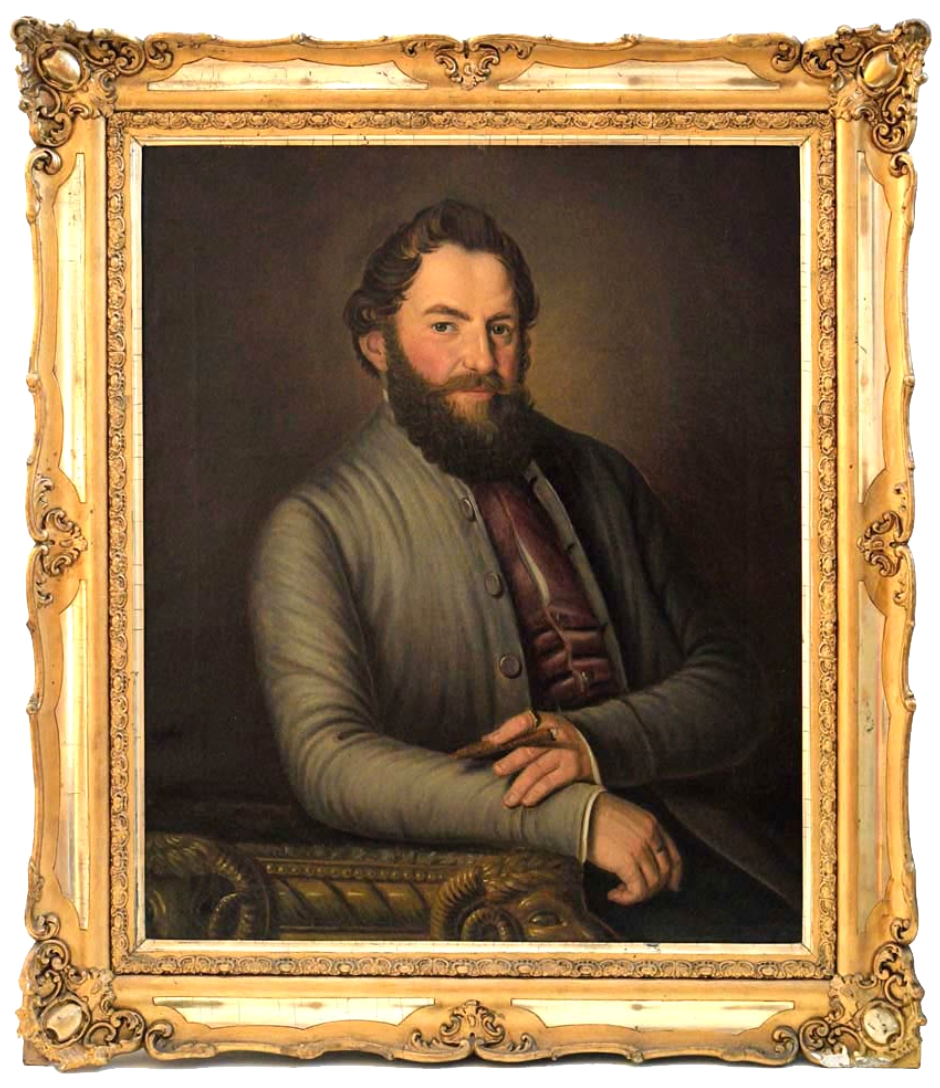
Brustbild von August Wellenkamp;
Ölgemälde von Nikolaus Peters, Museum Lüneburg

August Wellenkamp (* 1807; † 1887) war ein deutscher Architekt, Unternehmer in der Montanindustrie, Hotelier sowie Kunst- und Antikensammler in Lüneburg.

## Leben
August Wellenkamp wurde in der sogenannten „Franzosenzeit“ 1807 im Königreich Westphalen als Sohn eines in Osnabrück tätigen Kaufmannes geboren. Nach der Erhebung des vormaligen Kurfürstentums Braunschweig-Lüneburg zum Königreich Hannover durchlief er eine Ausbildung zum Architekten und trat in den Staatsdienst ein, wo er zu Beginn der Industrialisierung in die Stadt Lüneburg gesandt wurde.
Als Wellenkamps Vetter Julius Meese 1843 in Lüneburg mit dem Aufbau des Lüneburger Eisenwerks begann, stieg Wellenkamp zunächst nur als Kompagnon in das Unternehmen ein, führte das Werk aber bald darauf alleine weiter und entwickelte die Fabrik, in der nach dem Anschluss Lüneburgs an das Eisenbahnnetz bald auch Dampf- und andere Maschinen hergestellt wurden, „zum ersten industriellen Großunternehmen Lüneburgs neben der Saline.“

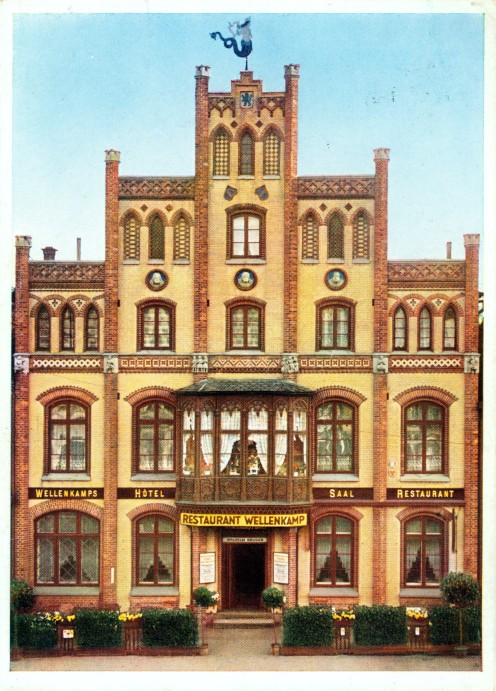
Hotel Wellenkamp mit Restaurant, Am Sande;
kolorierte Fotografie, um 1910

Wellenkamp, wie der in Elze tätige Landbauinspektor Eduard Wellenkamp Mitglied im Architekten- und Ingenieur-Verein Hannover, zog sich 1860 aus der Betriebsführung seines Eisenwerks zurück und etablierte als Hotelier Am Sande das nach ihm benannte Hotel Wellenkamp, das dann „bis weit ins 20. Jahrhundert hinein als das beste Haus am Platz“ galt.
Im Zuge seines Rückzugs aus der Hotellerie ließ sich August Wellenkamp eine Villa mit großem Garten an der Haagestraße als Alterssitz errichten. Seine letzten Lebensjahre verbrachte er dort als Privatier, umgeben von dem von ihm im Laufe von Jahrzehnten gesammelten Kunstgegenständen und Altertümern.

## Wellenkampsche Sammlung
Nach dem Tod Wellenkamps wurden aus seiner Privatsammlung 1888 unter anderem zwei bronzene Fibeln versteigert, die – zusammen mit anderen Artefakten aus Norddeutschland – in das Helms-Museum, das Archäologische Museum Hamburg – Stadtmuseum Harburg gelangten.

## August-Wellenkamp-Straße
Laut Beschluss des Rats der Stadt Lüneburg vom 29. August 1996 wurde die August-Wellenkamp-Straße nach dem „Salinenbaukondukteur und Mitbegründer des Lüneburger Eisenwerks“ benannt.